# Eugasteroides woodii
Eugasteroides woodii är en insektsart som först beskrevs av Kirby, W.F. 1891.  Eugasteroides woodii ingår i släktet Eugasteroides och familjen vårtbitare. Inga underarter finns listade i Catalogue of Life.